# Markus Schetilin
Markus Schetilin ist ein Brigadegeneral der Luftwaffe der Bundeswehr und Unterabteilungsleiter Planung I im Bundesministerium der Verteidigung in Berlin.

## Leben
Schetilin ist Diplom-Ingenieur. Im Juli 2012 übernahm er die Wartungs-/Waffenstaffel des Jagdbombergeschwaders 38. Als Oberst i. G. war er Anfang 2020 Referatsleiter Planung I 5 (Multinationale Verteidigungsplanung, NATO, EU und VN, Interoperabilität, Standardisierung) im Bundesministerium der Verteidigung in Berlin. Aktuell ist er Unterabteilungsleiter Planung I im Bundesministerium der Verteidigung in Berlin. Zudem ist er Beauftragter für das Future Combat Air System.

## Veröffentlichungen
- Material- und Ausrüstungsplanung der Luftwaffe. In: Europäische Sicherheit. Band 54, Nr. 10, 2005, S. 23–34.